# Georges IV d'Erbach-Fürstenau
Georges IV, comte d'Erbach-Fürstenau (12 mai 1646 – 20 juin 1678), est un membre de la Maison d'Erbach qui tient les fiefs de Fürstenau, Michelstadt, Reichenberg, Bad König et Breuberg.
Né à Hanau, il est le huitième enfant et cinquième fils de Georges-Albert Ier d'Erbach-Schönberg et de sa troisième épouse Élisabeth-Dorothée de Hohenlohe-Waldenbourg-Schillingsfürst, fille de Georges-Frédéric II de Hohenlohe-Waldenbourg-Schillingsfürst.

## Biographie
Parce que lui et ses frères sont encore mineurs au moment de la mort de leur père en 1647, la tutelle et de la régence sur les domaines Erbach sont confiés à leur demi-frère Georges Ernest, qui règne seul jusqu'à sa mort en 1669, sans descendance. Georges IV et ses jeunes frères Georges Louis Ier et Georges Albert II gèrent conjointement les domaines jusqu'en 1672, lorsqu'une division de leurs biens est effectuée: Georges IV reçoit les districts de Fürstenau, Michelstadt, Bad König et Breuberg.
Georges IV poursuit une carrière militaire, et, finalement, il est nommé major-général dans les Pays-bas. Il est mort dans la rivière Waal près de Tiel, âgé de 32 ans, à la fin de la Franco-néerlandais de la Guerre, et est enterré à Michelstadt.

## Mariage et descendance
A Arolsen le 22 août 1671 Georges IV épouse Louise-Anne de Waldeck (18 avril 1653 – 30 juin 1714), héritière de Culemborg et fille de Georges Frédéric de Waldeck et de sa femme Élisabeth-Charlotte de Nassau-Siegen. Ils ont eu quatre enfants :
- Sophie-Charlotte (23 septembre 1672 – avril 1673).
- Amélie Mauritiana (1674 – 1675).
- Guillaume-Frédéric (mars 1676 – 18 août 1676).
- Charlotte-Wilhelmine Albertine (à titre posthume 18 septembre 1678 – 20 mars 1683).

Parce qu'il est mort sans descendance, ses domaines sont revenus à ses frères, qui se les sont partagés entre eux.